# Hookeriopsis macropus
Hookeriopsis macropus là một loài Rêu trong họ Hookeriaceae. Loài này được (Bosch & Sande Lac.) Broth. mô tả khoa học đầu tiên năm 1907.